# Thailand op de Olympische Zomerspelen 2004
Thailand nam deel aan de Olympische Zomerspelen 2004 in Athene, Griekenland. Met drie keer goud en acht medailles in totaal was dit het meest succesvolle olympisch optreden ooit voor Thailand.

## Medailleoverzicht
| Sport         | Olympiër               | Discipline                         | Medaille |
| ------------- | ---------------------- | ---------------------------------- | -------- |
| Boksen        | Manus Boonjumnong      | lichtweltergewicht (tot 64 kg) (m) | Goud     |
| Gewichtheffen | Udomporn Polsak        | tot 53 kg (v)                      | Goud     |
| Gewichtheffen | Pawina Thongsuk        | tot 75 kg (v)                      | Goud     |
| Boksen        | Worapoj Petchkoom      | bantamgewicht (tot 54 kg) (m)      | Zilver   |
| Boksen        | Suriya Prasathinphimai | middengewicht (tot 75 kg) (m)      | Brons    |
| Gewichtheffen | Aree Wiratthaworn      | tot 48 kg (v)                      | Brons    |
| Gewichtheffen | Wandee Kameaim         | tot 58 kg (v)                      | Brons    |
| Taekwondo     | Yaowapa Boorapolchai   | tot 49 kg (v)                      | Brons    |

## Resultaten en deelnemers per onderdeel

### Atletiek
Vrouwen, 100 m horden:
- Trecia Roberts
  - Eerste ronde: 13.80 s (8e in serie 2, ging niet verder, 34e overall)

Vrouwen, hoogspringen:
- Noengrothai Chaipetch
  - Kwalificatie: 1.89 m (13e in groep B, ging niet verder, 21e overall)

Vrouwen, kogelstoten:
- Juttaporn Krasaeyan
  - Kwalificatie: 16.49 m (14e in groep B, ging niet verder, 25e overall)

### Badminton
Mannen, enkelspel:
- Boonsak Ponsana
  - Laatste 32: Versloeg Chris Dednam uit Zuid-Afrika (15 - 1, 15 - 0)
  - Laatste 16: Versloeg (5) Lee Hyun-Il uit Zuid-Korea (15 - 13, 15 - 11)
  - Kwartfinale: Versloeg Ronald Susilo uit Singapore (15 - 10, 15 - 1)
  - Halve finale: Verloor van Taufik Hidayat uit Indonesië (9 - 15, 2 - 15)
  - Om de derde plaats: Verloor van (8) Sonny Dwi Kuncoro uit Indonesië (11 - 15, 16 - 17)

Mannen, dubbelspel:
- Pramote Teerawiwatana en Tesana Panvisvas
  - Laatste 32: Versloeg Ashley Brehaut en Travis Denney uit Australië (15 - 3, 15 - 9)
  - Laatste 16: Verloor van (4) Choong Tan Fook en Lee Wan Wah uit Maleisië (10 - 15, 13 - 15)
- Sudket Prapakamol en Patapol Ngernsrisuk
  - Laatste 32: Verloor van Anthony Clark en Nathan Robertson uit Groot-Brittannië (5 - 15, 9 - 15)

Vrouwen, enkelspel:
- Salakjit Ponsana
  - Laatste 32: Versloeg Miho Tanaka uit Japan (11 - 7, 5 - 11, 11 - 8)
  - Laatste 16: Verloor van (1) Gong Ruina uit China (9 - 11, 4 - 11)

Vrouwen, dubbelspel:
- Saralee Thungthongkam en Sathinee Chankrachangwong
  - Laatste 32: Versloeg Denyse Julien en Anna Rice uit Canada (15 - 3, 15 - 4)
  - Laatste 16: Versloeg (8) Chikako Nakayama en Keiko Yoshitomi uit Japan (15 - 4, 15 - 11)
  - Kwartfinale: Verloor van (1) Zhang Jiewen en Yang Wei uit China (2 - 15, 4 - 15)

Gemengd dubbel:
- (5) Sudket Prapakamol en Saralee Thungthongkam
  - Laatste 32: bye
  - Laatste 16: Verloor van Frederik Bergstrom en Johanna Persson uit Zweden (15 - 3, 14 - 17, 15 - 3)

### Boksen
Mannen, lichtvlieggewicht (tot 48 kg):
- Suban Pannon
  - Laatste 32: Versloeg Salim Salimov uit Bulgarije (26 - 14)
  - Laatste 16: Verloor van Yan Bhartelemy Varela uit Cuba (14 - 23)

Mannen, vlieggewicht (tot 51 kg):
- Somjit Jongjohor
  - Laatste 32: Versloeg Kim Ki-Suk uit Zuid-Korea (22 - 12)
  - Laatste 16: Verloor van Yuriorkis Gamboa Toledano uit Cuba (21 - 26)

Mannen, bantamgewicht (tot 54 kg):
- Worapoj Petchkoom
  - Laatste 32: Versloeg Kim Winst-Il uit Zuid-Korea (Outscored; Ronde 3, 1:47)
  - Laatste 16: Versloeg Khavazhi Khatsigov uit Wit-Rusland (33 - 18)
  - Kwartfinale: Versloeg Nestor Bolum uit Nigeria (29 - 14)
  - Halve finale: Versloeg Aghasi Mammadov uit Azerbeidzjan (27 - 19)
  - Finale: Verloor van Guillermo Rigondeaux uit Cuba (13 - 22) (Zilver)

Mannen, vedergewicht (tot 57 kg):
- Somluck Kamsing
  - Laatste 32: Verloor van Benoit Gaudet uit Canada (17 - 32)

Mannen, lichtweltergewicht (tot 64 kg):
- Manus Boonjumnong
  - Laatste 32: Versloeg Spyridon Ioannidis uit Griekenland (28 - 16)
  - Laatste 16: Versloeg Romeo Brin uit Filipijnen (29 - 15)
  - Kwartfinale: Versloeg Willy Blain uit Frankrijk (20 - 8)
  - Halve finale: Versloeg Ionut Gheorghe uit Roemenië (30 - 9)
  - Finale: Versloeg Yudel Johnson Cedeno uit Cuba (17 - 11) (Goud)

Mannen, middengewicht (tot 75 kg):
- Suriya Prasathinphimai
  - Laatste 32: Versloeg Joseph Lubega uit Oeganda (30 - 21)
  - Laatste 16: Versloeg Javid Taghiyev uit Azerbeidzjan (+19 - 19)
  - Kwartfinale: Versloeg Oleg Mashkin uit Oekraïne (28 - 22)
  - Halve finale: Verloor van Gaidarbek Gaidarbekov uit Rusland (18 - 24) (Brons)

### Paardensport
Individueel eventing:
- Pongsiree Bunluewong met Eliza Jane
  - Dressuur: 74.60 strafpunten (71e overall)
  - Crosscountry: 4.40 strafpunten (Totaal: 79.00 strafpunten, 43e overall)
  - Springconcours, kwalificatie: 32 strafpunten (Totaal : 110.0 strafpunten, 51e overall, ging niet verder)

### Schermen
Mannen, degen:
- (37) Siriroj Rathprasert
  - Laatste 64: Versloeg (28) Mohanad Saif el din Sabry uit Egypte (15 - 13)
  - Laatste 32: Verloor van (5) Eric Boisse uit Frankrijk (5 - 15)

Mannen, sabel:
- (17) Wiradech Kothny
  - Laatste 64: bye
  - Laatste 32: Versloeg (16) Fernando Medina uit Spanje (15 - 13)
  - Laatste 16: Verloor van (1) Vladimir Lukashenko uit Oekraïne (11 - 15)

### Roeien
Vrouwen, skiff:
- Phuttharaksa Nikree
  - Serie: 8:24.03 (5e in serie 3, ging door naar de herkansing)
  - Herkansing: 7:53.52 (5e in herkansing 4, ging door naar de halve finale C/D)
  - Halve finale C/D: 8:17.13 (5e in halve finale C/D 2, ging door naar de finale D)
  - Finale D: 8:00.44 (4e in finale D, 22e overall)

### Zeilen
Mannen, mistral:
- Arun Homraruen
  - 189 punten (21e overall)

### Schieten
Mannen, 50 meter geweer drie posities:
- Tevarit Majchacheeap
  - Kwalificatie: 1159 punten (388 liggend, 385 staand, 386 geknield) (T-16e overall, ging niet verder)

Mannen, 50 meter kleinkalibergeweer:
- Tevarit Majchacheeap
  - Kwalificatie: 589 (T-36e overall, ging niet verder)

Mannen, 10 meter luchtgeweer:
- Tevarit Majchacheeap
  - Kwalificatie: 587 (T-35e overall, ging niet verder)

Mannen, 50 meter pistool:
- Jakkrit Panichpatikum
  - Kwalificatie: 549 (T-28e overall, ging niet verder)

Mannen, 10 meter luchtpistool:
- Jakkrit Panichpatikum
  - Kwalificatie: 571 (T-36e overall, ging niet verder)

### Zwemmen
Mannen, 50 meter vrije stijl:
- Arwut Chinnapasen
  - 23.52 s (46e overall, ging niet verder)

Mannen, 400 meter vrije stijl:
- Charnvudth Saengsri
  - 3:59.89 (33e overall, ging niet verder)

Mannen, 1500 meter vrije stijl:
- Charnvudth Saengsri
  - 15:54.46 (27e overall, ging niet verder)

Mannen, 100 meter schoolslag:
- Ratapong Sirisanont
  - Gediskwalificeerd

Mannen, 200 meter schoolslag:
- Ratapong Sirisanont
  - 2:15.39 (19e overall, ging niet verder)

Vrouwen, 200 meter vrije stijl:
- Pilin Tachakittiranan
  - 2:05.29 (35e overall, ging niet verder)

Vrouwen, 400 meter vrije stijl:
- Pilin Tachakittiranan
  - 4:23.62 (34e overall, ging niet verder)

Vrouwen, 100 meter rugslag:
- Chonlathorn Vorathamrong
  - 1:05.15 (32e overall, ging niet verder)

Vrouwen, 200 meter rugslag:
- Chonlathorn Vorathamrong
  - 2:21.11 (29e overall, ging niet verder)

Vrouwen, 400 meter wisselslag:
- Nimitta Thaveesupsoonthorn
  - 5:00.06 (22e overall, ging niet verder)

### Tafeltennis
Vrouwen, enkelspel:
- Nanthana Komwong
  - Eerste ronde: Versloeg Mouma Das uit India (11 - 6, 11 - 7, 11 - 3, 12 - 10)
  - Tweede ronde: Versloeg Nicole Struse uit Duitsland (11 - 7, 11 - 4, 9 - 11, 11 - 7, 13 - 11)
  - Ronde 3: Verloor van (16) Viktoryja Pawlovitsj uit Wit-Rusland (4 - 11, 6 - 11, 11 - 9, 3 - 11, 11 - 7, 1 - 11)

### Taekwondo
Mannen tot 58 kg:
- Ussadate Sutthikunkarn
  - Eerste ronde: Verloor van Michalis Mouroutsos uit Griekenland (2 - 5)

Mannen tot 80 kg:
- Kriangkrai Noikoed
  - Eerste ronde: Verloor van Yossef Karami uit Iran (12 - 16)

Vrouwen 49 kg:
- Yaowapa Boorapolchai
  - Eerste ronde: Versloeg Brigitte Yague uit Iran (12 - 16)
  - Tweede ronde: Verloor van Yanelis Yuliet Labrada Diaz uit Cuba (1 - 3) (ging door naar de herkansing ronde 1)
  - Herkansing, eerste ronde: bye
  - Herkansing, tweede ronde: Versloeg Ivett Gonda uit Canada (2 - -1)
  - Om de derde plaats: Versloeg Gladys Alicia Mora Romero uit Cuba (2 - 1)

Vrouwen tot 57 kg:
- Nootcharin Sukkhongdumnoen
  - Eerste ronde: Versloeg Areti Athanasopoulou uit Griekenland (6 - 6; Superiority)
  - Tweede ronde: Versloeg Chi Shu Ju uit Chinees Taipei (8 - 0)
  - Ronde 3: Verloor van Nia Abdallah uit Verenigde Staten (7 - 7; punten) (ging door naar de herkansing tweede ronde)
  - Herkansing, tweede ronde: Verloor van Sonia Reyes uit Spanje (3 - 6)

### Tennis
Mannen, enkelspel:
- Paradorn Srichaphan
  - Eerste ronde: Verloor van Joachim Johansson uit Zweden (3 - 6, 2 - 6)

Vrouwen, enkelspel:
- Tamarine Tanasugarn
  - Eerste ronde: Verloor van Angelique Widjaja uit Indonesië (6 - 1, 2 - 6, 1 - 6)

### Gewichtheffen
Mannen tot 69 kg:
- Suriya Dattuyawat
  - Niet beëindigd

Vrouwen tot 48 kg:
- Aree Wiratthaworn
  - 200,0 kg (85,0 kg trekken, 115,0 kg stoten (olympisch record)) (Brons)

Vrouwen tot 53 kg:
- Udomporn Polsak
  - 222,5 kg (97,5 kg trekken, 125,0 kg stoten) (Goud)

Vrouwen tot 58 kg:
- Wandee Kameaim
  - 230,0 kg (102,5 kg trekken, 127,5 kg stoten) (Brons)

Vrouwen tot 75 kg:
- Pawina Thongsuk
  - 272,5 kg (122,5 kg trekken, 150,0 kg stoten) (Goud)

Afghanistan · Albanië · Algerije · Amerikaanse Maagdeneilanden · Amerikaans-Samoa · Andorra · Angola · Antigua en Barbuda · Argentinië · Armenië · Aruba · Australië · Azerbeidzjan · Bahama's · Bahrein · Bangladesh · Barbados · België · Belize · Benin · Bermuda · Bhutan · Bolivia · Bosnië en Herzegovina · Botswana · Brazilië · Britse Maagdeneilanden · Brunei · Bulgarije · Burkina Faso · Burundi · Cambodja · Canada · Centraal-Afrikaanse Republiek · Chili · China · Chinees Taipei · Colombia · Comoren · Congo-Brazzaville · Congo-Kinshasa · Cookeilanden · Costa Rica · Cuba · Cyprus · Denemarken · Djibouti · Dominica · Dominicaanse Republiek · Duitsland · Ecuador · Egypte · El Salvador · Equatoriaal-Guinea · Eritrea · Estland · Ethiopië · Fiji · Filipijnen · Finland · Frankrijk · Gabon · Gambia · Georgië · Ghana · Grenada · Griekenland · Groot-Brittannië · Guam · Guatemala · Guinee · Guinee‑Bissau · Guyana · Haïti · Honduras · Hongarije · Hongkong · Ierland · IJsland · India · Indonesië · Irak · Iran · Israël · Italië · Ivoorkust · Jamaica · Japan · Jemen · Jordanië · Kaaimaneilanden · Kaapverdië · Kameroen · Kazachstan · Kenia · Kirgizië · Kiribati · Koeweit · Kroatië · Laos · Lesotho · Letland · Libanon · Liberia · Libië · Liechtenstein · Litouwen · Luxemburg · Macedonië · Madagaskar · Malawi · Malediven · Maleisië · Mali · Malta · Marokko · Mauritanië · Mauritius · Mexico · Micronesië · Moldavië · Monaco · Mongolië · Mozambique · Myanmar · Namibië · Nauru · Nederland · Nederlandse Antillen · Nepal · Nicaragua · Nieuw-Zeeland · Niger · Nigeria · Noord-Korea · Noorwegen · Oeganda · Oekraïne · Oezbekistan · Oman · Oostenrijk · Oost‑Timor · Pakistan · Palau · Palestina · Panama · Papoea-Nieuw-Guinea · Paraguay · Peru · Polen · Portugal · Puerto Rico · Qatar · Roemenië · Rusland · Rwanda · Saint Kitts en Nevis · Saint Lucia · Saint Vincent en Grenadines · Salomonseilanden · Samoa · San Marino · Sao Tomé en Principe · Saoedi-Arabië · Senegal · Servië en Montenegro · Seychellen · Sierra Leone · Singapore · Slovenië · Slowakije · Soedan · Somalië · Spanje · Sri Lanka · Suriname · Swaziland · Syrië · Tadzjikistan · Tanzania · Thailand · Togo · Tonga · Trinidad en Tobago · Tsjaad · Tsjechië · Tunesië · Turkije · Turkmenistan · Uruguay · Vanuatu · Venezuela · Verenigde Arabische Emiraten · Verenigde Staten · Vietnam · Wit-Rusland · Zambia · Zimbabwe · Zuid-Afrika · Zuid-Korea · Zweden · Zwitserland